# Škoda 1202
Škoda 1202 (typ 981) – samochód osobowy produkowany w zakładach Škody w Vrchlabí w latach 1961–1973.
W gamie produkowanych wersji nadwoziowych znalazły się: czterodrzwiowe kombi STW (troje drzwi wejściowych, w tym jedne po lewej stronie, i drzwi bagażnika), trzydrzwiowy furgon oraz dwudrzwiowy pick-up. Škoda 1202 w przeciwieństwie do swoich bezpośrednich poprzedników modeli 1200 i 1201 nie była wytwarzana jako sedan.
Wyprodukowano 60 141 egzemplarzy tego pojazdu.
Turecka spółka Celik Montaj (przemianowana później na Anadolu Otomotiv Sanayi) montowała od roku 1966, gdy turecka władza zakazała importu gotowych samochodów, z dowożonych części pikapy Škoda 1202. Łącznie zmontowano ponad 10 tysięcy pojazdów. W roku 1971 Turcy rozpoczęli montaż własnej karoserii na dostarczanych im podwoziach Škody 1202, pojazd ten nosił oznaczenie Kamyonetleri. Wyrób samochodów na bazie Škody 1202 trwał w Turcji do roku 1982, łącznie zbudowano około 32 700 takich pojazdów. W latach 1982–1986 spółka Anadolu Otomotiv Sanayi zbudowała jeszcze 3600 egzemplarzy Kamyonet na podwoziu Škody 1203.

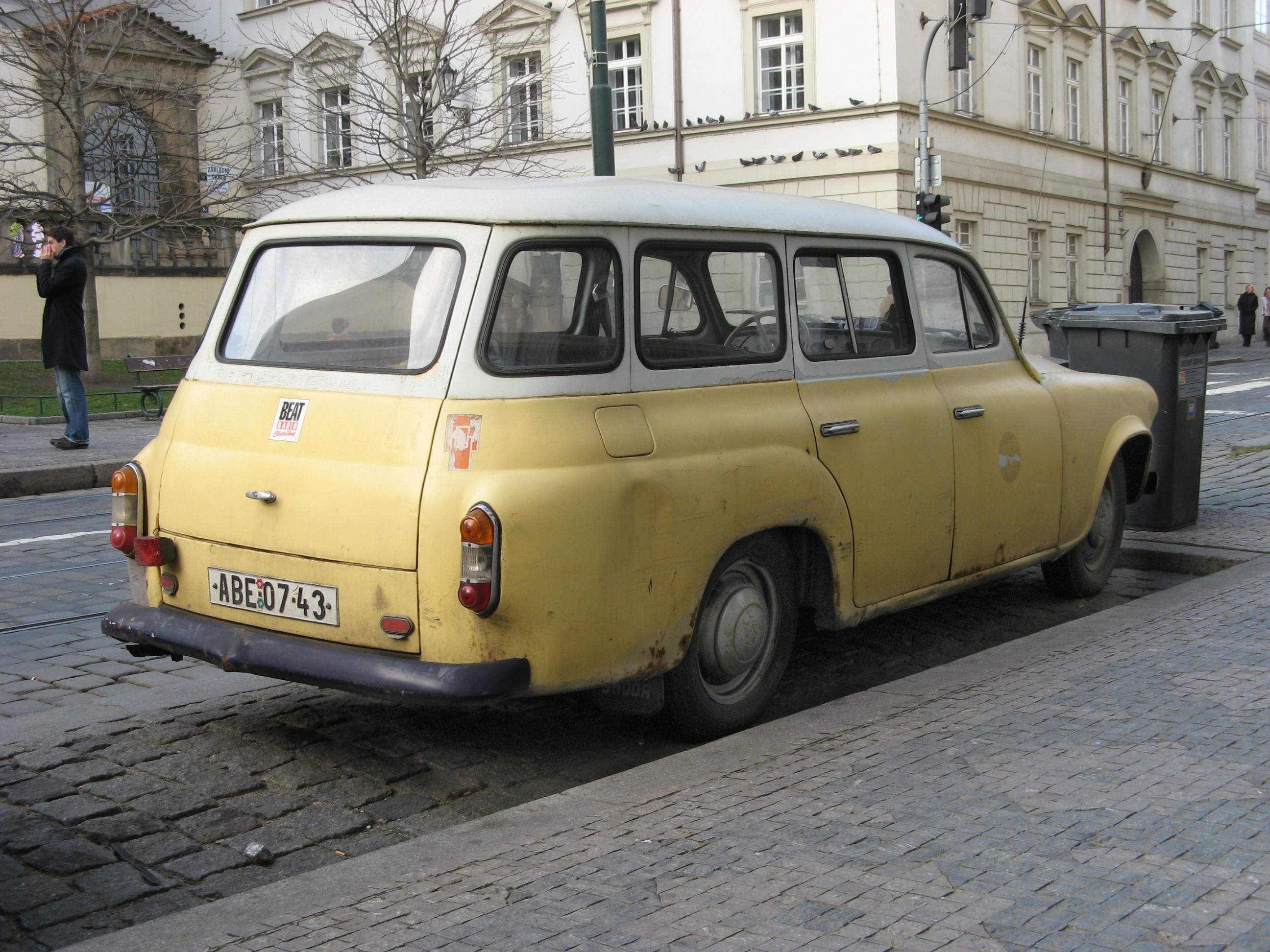
Skoda 1202 od tyłu
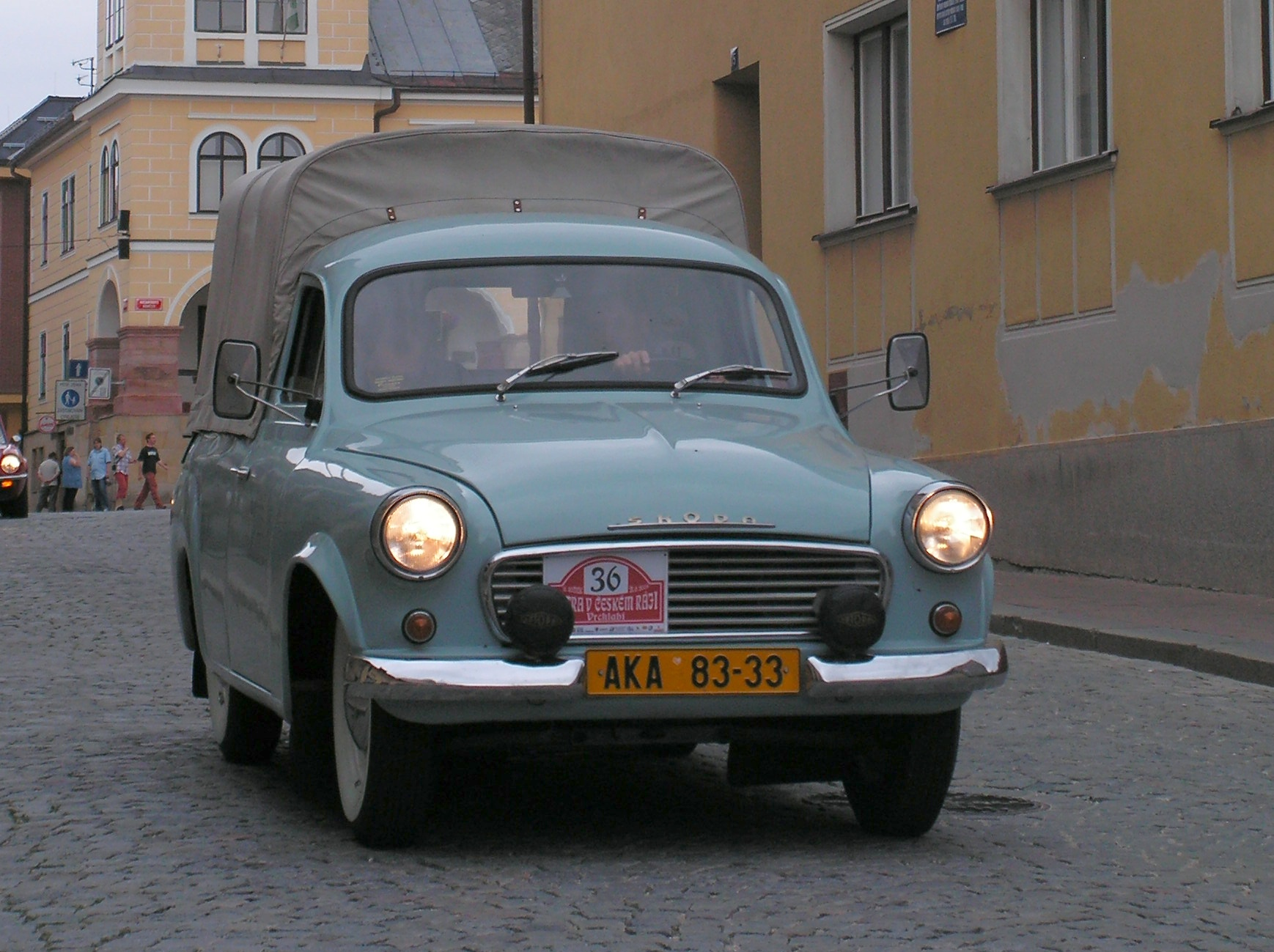
Skoda 1202 pick-up
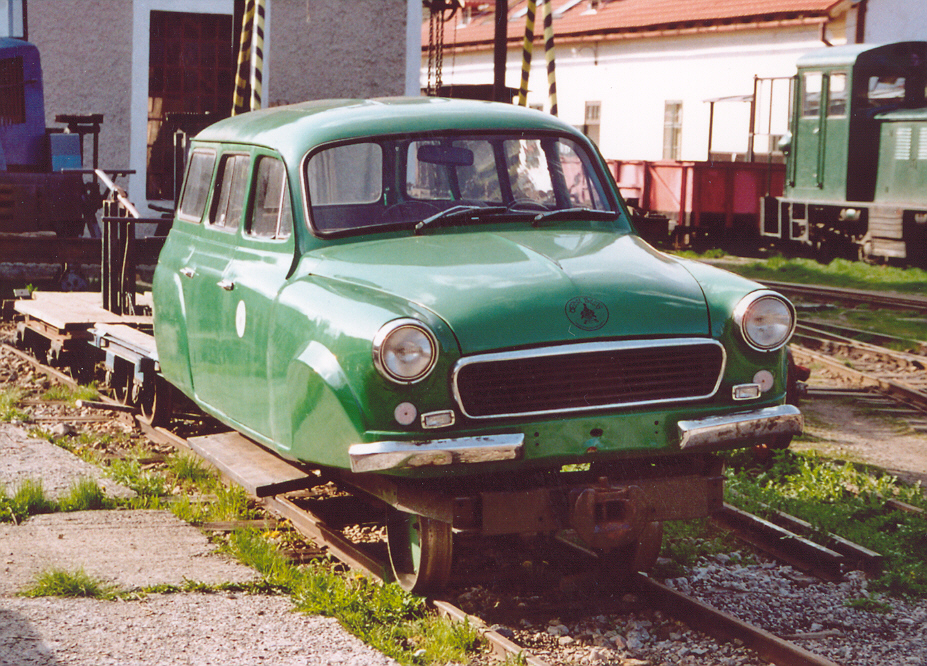
Drezyna na bazie Skody 1202